# Drosophila karakasa
Drosophila karakasa este o specie de muște din genul Drosophila, familia Drosophilidae, descrisă de Mahito Watabe și Liangg în anul 1990. Conform Catalogue of Life specia Drosophila karakasa nu are subspecii cunoscute.